# Самотуз
Самотуз — река в России, протекает по Карелии. Верховья реки находятся в Пряжинском районе, основное её течение — в Олонецком. Устье реки находится в 36 км по правому берегу реки Новзема. Длина реки составляет 12 км.
Населённых пунктов на реке нет, северно-восточнее нижнего течения находится бывший населённый пункт Пертозеро.

## Данные водного реестра
По данным государственного водного реестра России относится к Балтийскому бассейновому округу, водохозяйственный участок реки — Водные объекты бассейна оз. Ладожское без рр. Волхов, Свирь и Сясь, речной подбассейн реки — Нева и реки бассейна Ладожского озера (без подбассейна Свирь и Волхов, российская часть бассейнов). Относится к речному бассейну реки Нева (включая бассейны рек Онежского и Ладожского озера).
Код объекта в государственном водном реестре — 01040300212102000011631.